# 王春梅
王春梅（1976年4月10日—），退役的中国长跑运动员，精于5000米赛跑。
她的个人最好成绩是15分7秒16，于1998年7月在罗马取得。她也曾于1997年10月在上海的1500米赛跑中取得3分59秒48的成绩。

## 战绩
| 年        | 賽事       | 舉辦城市     | 名次      | 記錄      |
| 代表 中国 | 代表 中国  | 代表 中国    | 代表 中国 | 代表 中国 |
| --------- | ---------- | ------------ | --------- | --------- |
| 1998      | 亚洲锦标赛 | 日本福冈     | 第2名     | 1500 m    |
| 1998      | 亚洲锦标赛 | 日本福冈     | 第1名     | 5000 m    |
| 1998      | 世界杯     | 西班牙马德里 | 第4名     | 3000 m    |

## 外部連結
- 王春梅在的頁面